# Pteridium caudatum
Pteridium caudatum là một loài thực vật có mạch trong họ Dennstaedtiaceae. Loài này được (L.) Maxon miêu tả khoa học đầu tiên năm 1901.